# Polsterlucke

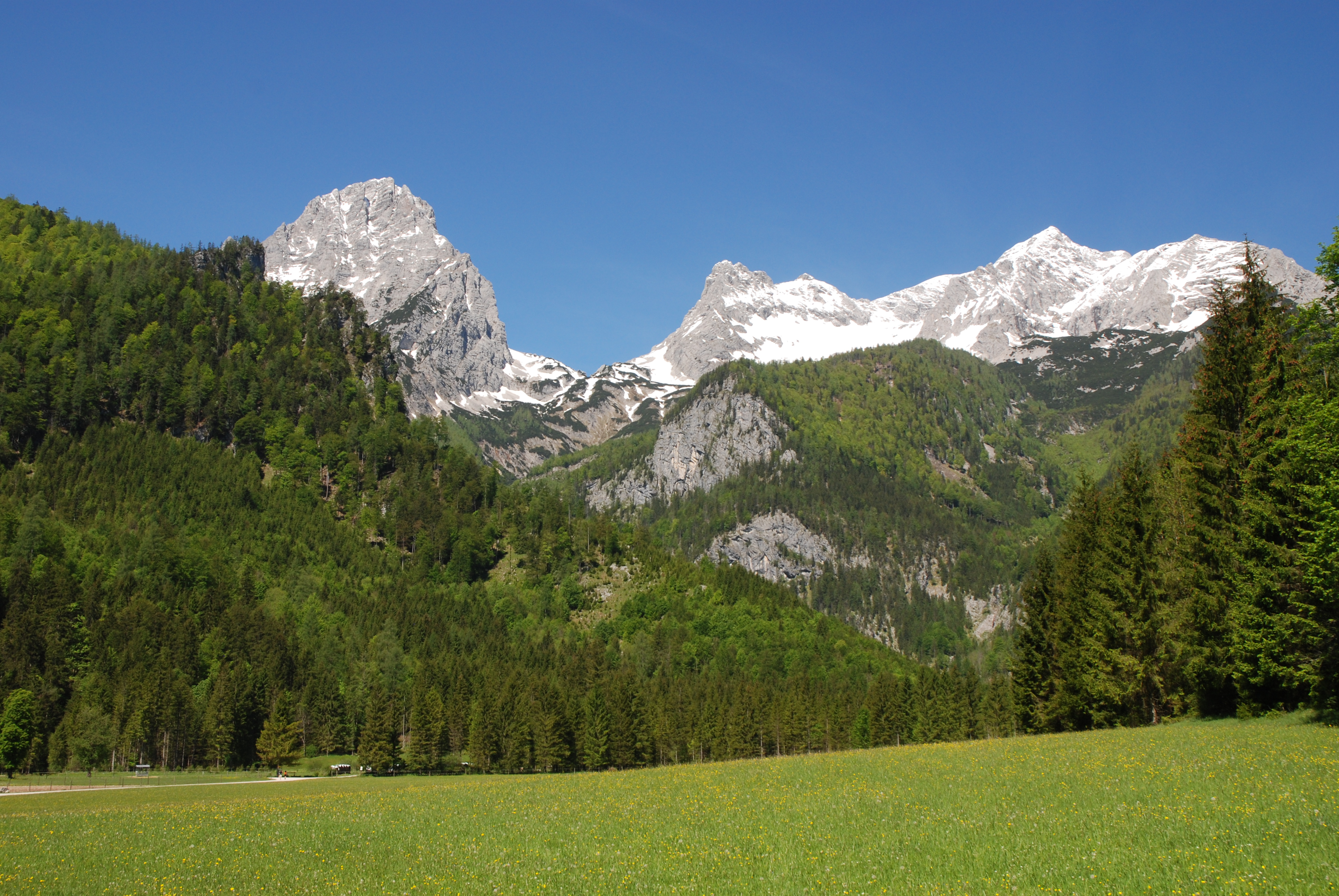
Blick von der Polsterlucke auf die Spitzmauer (links) und Großer Priel (rechts)

Die Polsterlucke ist ein Talschluss im Toten Gebirge und Ortsteil der Gemeinde Hinterstoder in Oberösterreich.

## Geographie
Der Talboden befindet sich zwischen 600 m ü. A. und 630 m ü. A. Die Polsterlucke ist nur nach Südosten offen und auf den anderen Seiten von steilen Wandfluchten umgeben, die eine Höhe von über 2000 m ü. A. erreichen. Der Große Priel und die Spitzmauer sind die zwei höchsten Berge im Toten Gebirge und dominieren das Landschaftsbild. Sie schließen das Tal nach Westen ab. Im Norden erhebt sich der Öttlberg, der mit senkrechten Wänden zum Talboden abfällt. Im Süden erhebt sich der Ostrawitz.
Das Tal wird von der Krummen Steyr durchflossen, die am Talausgang in die Steyr mündet. Kurz vor der Mündung befindet sich der Schiederweiher. Weiden und Fichtenforste dominieren den Talboden. Eine als Schotterpiste ausgeführte Straße führt zum Polsterstüberl. Sie ist für den öffentlichen Verkehr gesperrt, ein Befahren mit Fahrrädern ist jedoch gestattet.

## Tourismus

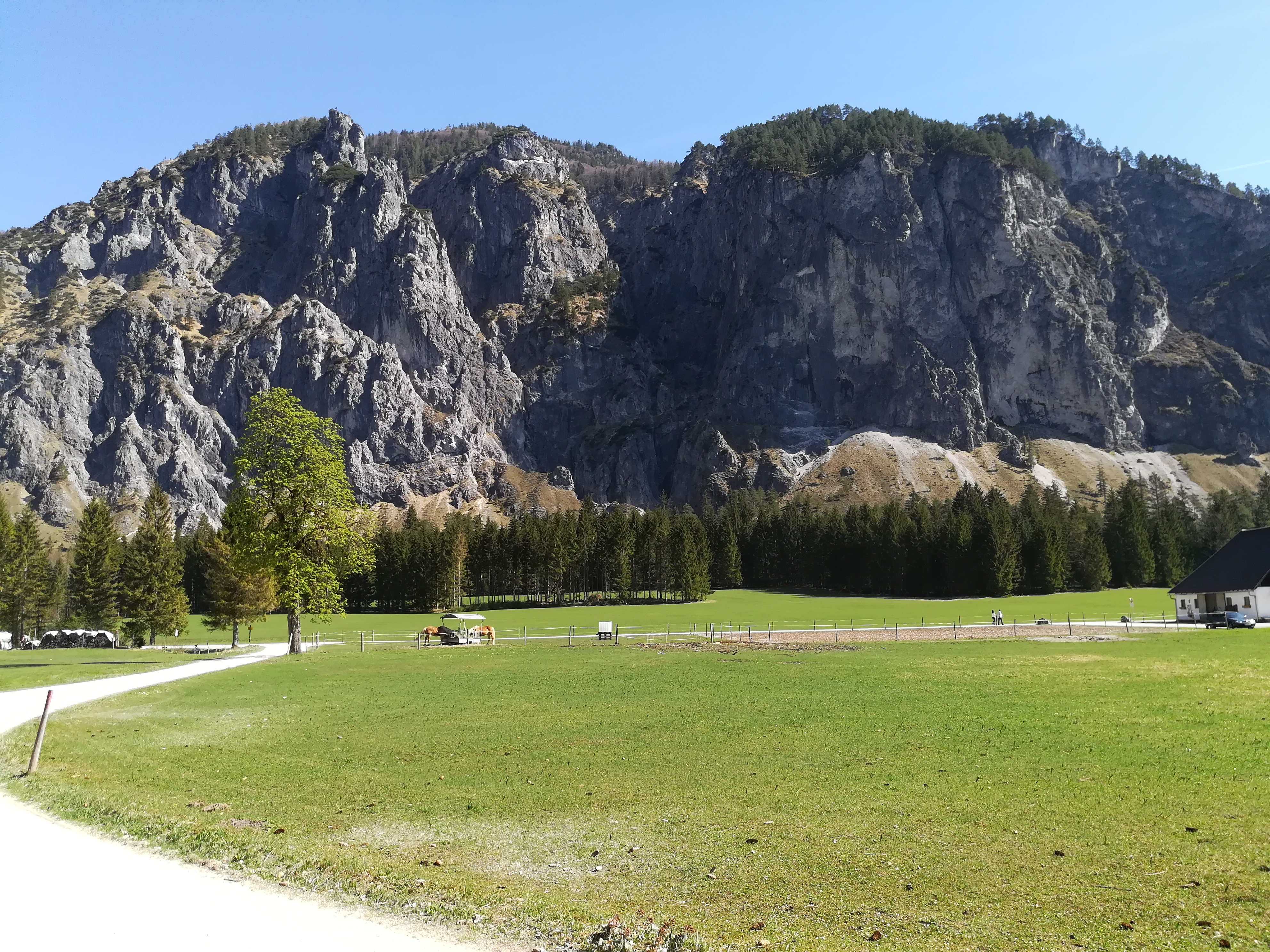
Blick vom Polstergut auf die Öttlwänd

Durch die Polsterlucke führt der Wanderweg 201 hinauf zum Prielschutzhaus. Er ist Teil des Nordalpenwegs (Österreichischer Weitwanderweg 01), des Europäischen Fernwanderwegs E4 und des Violetten Wegs der Via Alpina. 
Das namensgebende Polstergut wurde im Jahr 2000 zum Bewirtungsbetrieb Polsterstüberl umgebaut und ist ein beliebtes Ausflugsziel. Die Polsterlucke mit dem Schiederweiher und dem Polsterstüberl sind im Besitz der Herzog von Württembergische Forstverwaltung.

## Geologie
Die Polsterlucke ist ein typisches Trogtal, das während der Eiszeiten ausgeschürft wurde. Der Plateaugletscher des Toten Gebirges floss über die Klinserscharte ins Trogtal. Die Eismassen wurden durch die Lokalgletscher aus den Karen des Großen Priels noch verstärkt.
Die umgebenden Berge bestehen vorwiegend aus Dachsteinkalk. Der Öttlberg besteht aus Wettersteinkalk, der in den unteren Wandpartien in Wettersteindolomit übergeht. Der Talboden ist mit Schottern der Krummen Steyr und Steyr ausgefüllt.

## Flora und Vegetation

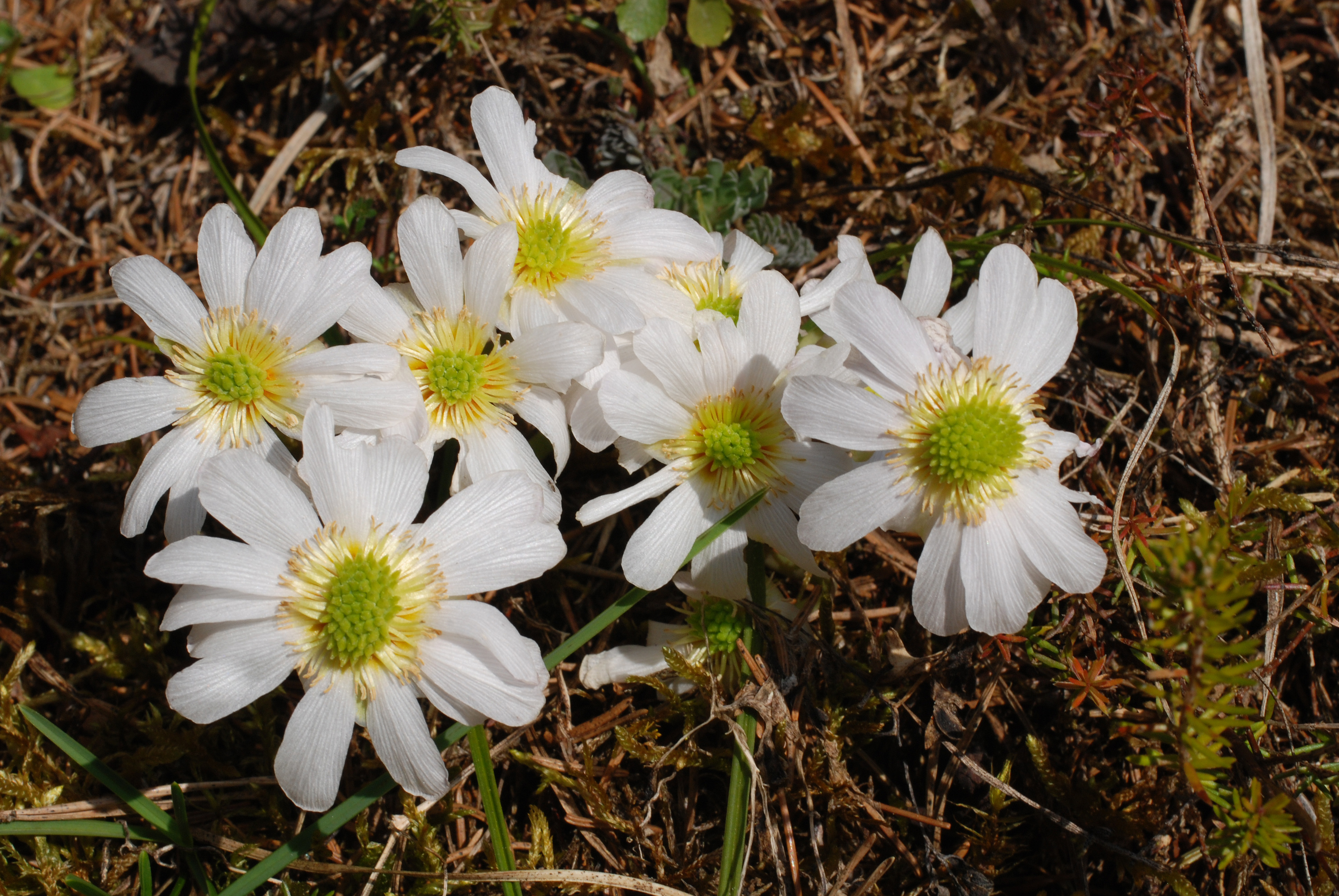
Anemonen-Schmuckblume (Callianthemum anemonoides), Polsterlucke

Auf den ausgedehnten Schuttfächern aus Wettersteindolomit am Fuß der Südwände des Öttlbergs stockt ein lichter Schneeheide-Kiefernwald (Erico-Pinetum). Im Frühjahr blüht dort die Anemonen-Schmuckblume (Callianthemum anemonoides), ein Endemit der Nordostalpen.